# Kureniwka-Schlammlawine

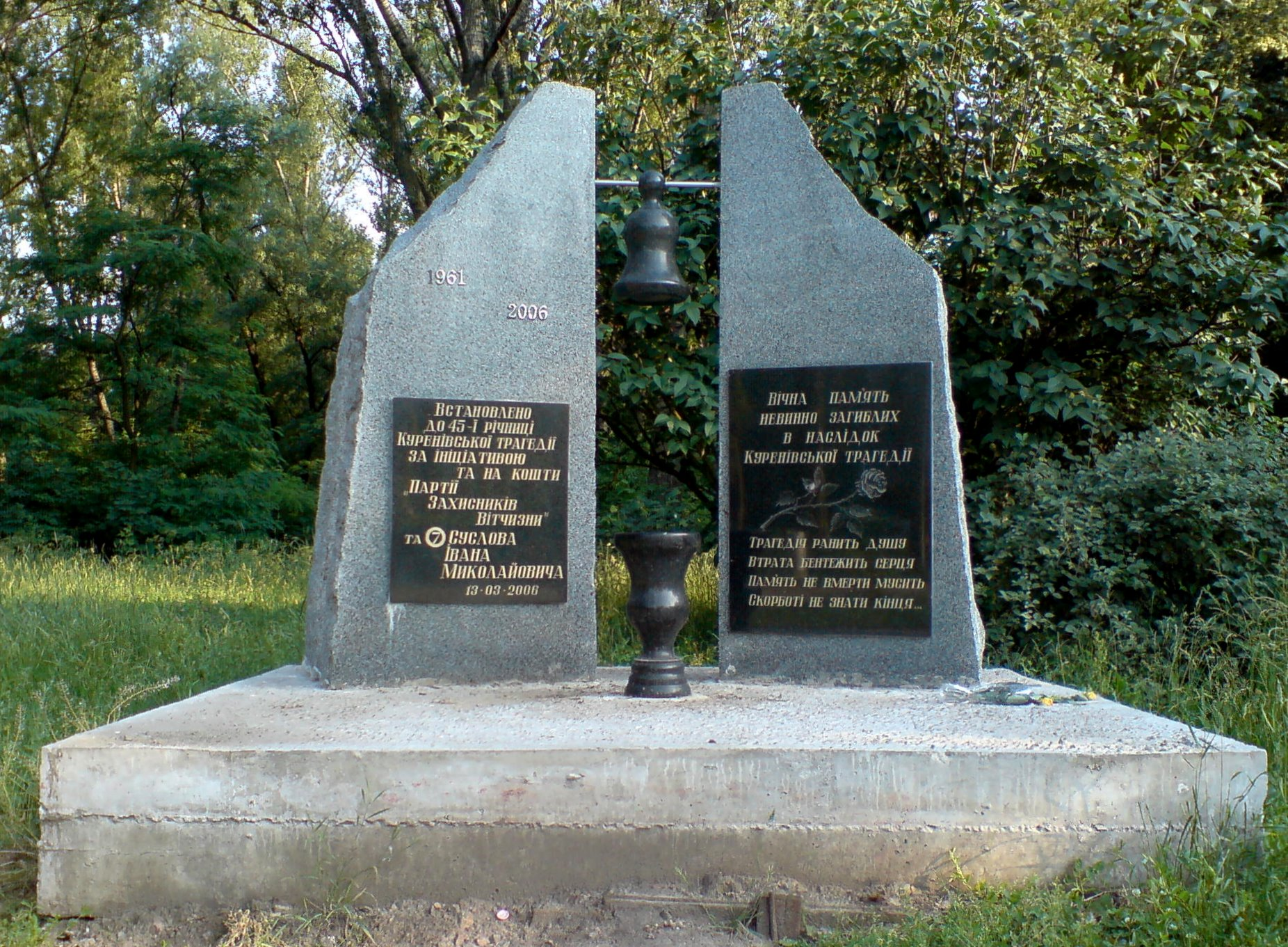
Denkmal in Kiew für die Opfer der Schlammlawine, eingeweiht im März 2006

Die Kureniwka-Schlammlawine ereignete sich am 13. März 1961 in Kiew, damals Sowjetunion. Dabei überflutete eine gewaltige Schlammlawine aus dem tief eingeschnittenen Tal Babyn Jar durch einen gebrochenen Damm das Industrie- und Wohngebiet Kureniwka und forderte zahlreiche Opfer.

## Vorgeschichte
Am 29. und 30. September 1941 wurde in der ukrainischen Hauptstadt Kiew das Massaker von Babyn Jar verübt, bei dem Einsatzgruppen der Sicherheitspolizei und des SD innerhalb von 48 Stunden über 33.000 Menschen ermordeten. Es war der größte Massenmord an Juden im Zweiten Weltkrieg, für den die Wehrmacht nicht nur mitverantwortlich war, sondern den sie direkt forcierte.
Im Frühjahr 1945 beschloss der Kiewer Stadtrat den Bau einer großen Gedenkstätte an der Schlucht von Babyn Jar. Stalins Politik machte es jedoch unmöglich, das Projekt zu verwirklichen, und stattdessen wurden ein Stadion und ein Vergnügungspark geplant. Dies erforderte eine Veränderung der Topografie, weshalb beschlossen wurde, die Schlucht mit Abfällen und Zellstoff aus nahe gelegenen Ziegelfabriken zu füllen. In nur zehn Jahren wurden auf diese Weise mehr als vier Millionen Kubikmeter Zellstoff in die Schluchtausläufer gepumpt. Die Gesamtfläche des Schwemmlandes betrug etwa einen Quadratkilometer. Die Anschwemmungsschicht reichte bis zu 30 Meter hoch. Der Damm sollte in einer Höhe von 40 bis 60 Metern über dem Niveau von Kureniwka, einem großen Industrie- und Wohngebiet von Kiew, errichtet werden, doch statt eines Betondamms wurde ein Erddeich gebaut, der weder den Konstruktions- noch den Sicherheitsstandards entsprach.

## Dammbruch
Bereits am 11. und 12. März 1961 ergossen sich immer stärkere Wasserströme über den Erddamm, aber es wurden keine Maßnahmen zur dringenden Verstärkung des Dammes oder zur Evakuierung der Menschen aus der Gefahrenzone getroffen. Am 13. März um 6:45 Uhr begann der Damm zu bröckeln, um 9:20 Uhr brach er und eine Masse von flüssigem Schlamm ergoss sich. Laut Augenzeugenberichten überrollte eine acht bis zehn Meter hohe Lawine mit einer Geschwindigkeit von 3 bis 5 m/s innerhalb einer halben Stunde eine Fläche von mehr als 30 Hektar und zerstörte dabei Wohnhäuser, Industrieanlagen sowie Fahrzeuge und riss Menschen mit. Die sowjetischen Behörden unterdrückten Informationen über die Katastrophe und behaupteten, 145 Menschen seien getötet worden, während sie jegliche Gedenkveranstaltungen für die Opfer untersagten. Um keine Aufmerksamkeit zu erregen und das Verbrechen zu vertuschen, ließen sie die Leichen auf verschiedenen Friedhöfen bestatten – mit unterschiedlichen Todesdaten und Todesursachen. Eine 2012 in der Ukraine durchgeführte Studie schätzte die Zahl der Opfer auf eher 1500.